# Ngày Hành động
Ngày Hành động hay "Ngày Nhận thức" là ngày ghi nhớ do các tổ chức phi lợi nhuận hay là các cơ quan chức năng của chính phủ đề xuất, nhằm nâng cao nhận thức trong cộng đồng hay cư dân trong việc bảo vệ sức khỏe hay an sinh xã hội. Trong thời chiến tranh, Ngày Hành động cũng được dùng như ngày khai mở một chiến dịch quân sự.